# Rhein Star
Die Rhein Star ist ein 2003 gebautes Fahrgastschiff der Rüdesheimer Rössler-Linie. Die Reederei setzt das Schiff für Linien-, Rund- und Eventfahrten von Rüdesheim aus vor allem im Oberen Mittelrheintal ein.

## Geschichte
Das Schiff wurde auf Bestellung der Rössler-Linie auf der Lux-Werft in Mondorf 2003 unter der Baunummer 168 innerhalb von vier Monaten gebaut. Der auf den Namen Rhein Star getaufte Neubau ersetzte die kleinere Sankt Nikolaus aus dem Jahr 1985, die im gleichen Jahr an die Personenschifffahrt Klinger in Regensburg verkauft wurde. Seit der Indienststellung im Juli 2003 ist die Rhein Star ausschließlich bei der Rössler-Linie im Einsatz.
Das Schiff steht für alle Angebote der Rössler-Linie zur Verfügung, die in erster Linie Rundfahrten zwischen Rüdesheim, Bingen und Assmannshausen anbietet. Diese Touren werden auch als Themenfahrten angeboten („Romantik-Tour“, „Burgenrundfahrt“), dazu kommen Rundfahrten um die Loreley, die von St. Goar und St. Goarshausen starten. Aufgrund seiner Größe wird das Schiff Insbesondere für Eventfahrten verchartert und etwas als „Partyschiff“ vermarktet. Eigene Eventfahrten der Reederei bilden themenbezogene Angebote. Darüber kann das Schiff für private oder Firmenanlässe gechartert werden.

## Das Schiff
Die Rhein Star ist 44,40 Meter lang und 9,20 Meter breit. Der Tiefgang beträgt 1,25 Meter. Angetrieben wird das Schiff von zwei MTU-Dieselmotoren der Baureihe 60 mit jeweils 542 PS, die auf zwei Schottel-Ruderpropeller vom Typ SRP 200 wirken. Als Manövrierhilfe ist im Bug eine Bugstrahlanlage mit einer Leistung von 136 PS eingebaut. Das Schiff verfügt über zwei geschlossene Decks und ein offenes Oberdeck. Ursprünglich war die Rhein Star für 400 Passagiere zugelassen, inzwischen sind es 600 Passagiere.